# Хокота

36°9′31″ пн. ш. 140°30′59″ сх. д. / 36.15861° пн. ш. 140.51639° сх. д.
Хоко́та (яп. 鉾田市, ほこたし, МФА: [hokota ɕi̥]) — місто в Японії, в префектурі Ібаракі.

## Короткі відомості
Розташоване в східній частині префектури, на берегах Касімського моря, складовій Тихого океану. Виникло на базі портового містечка раннього нового часу. Отримало статус міста 22 березня 2005 року. Основою економіки є сільське господарство, вирощування динь, полуниць, японської петрушки. Станом на 1 жовтня 2007 площа міста становила 203,90 км². Станом на 1 серпня 2008 населення міста становило 50 639 осіб.